# تكوي سركسيان

## الميلاد والنشأة
سودانية من أصول أرمينية من مواليد الخرطوم بحري درست تلقت تعليمها الأولي بمدرسة الأمريكان ببحري والثانوي بمدرسة الاتحاد العليا بالخرطوم عملت في مصلحة الأشغال بالخرطوم ثم عملت بالمخازن والمهمات بالخرطوم بحري وتجيد عمل السكرتارية. وتُعد من ارائدات السودانيات في مجال الصحافة وفي العمل العام.

## نشاطاتها ومساهماتها
أسست أول رابطة نسوية وعملت الرابطة على تثقيف المرأة وتدريبها على الطهي والأعمال اليدوية وهي أول صحفية سودانية وصاحبة ومالكة أول مجلة نسوية في السودان (مجلة بنت الوادي) الصادرة في العام 1946م بمعاونة أختها "زروي سركسيان" بالخرطوم بحري وهي مجلة أدبية نسائي اجتماعية تصدر شهرياً واستكتبت تكوى سركسيان بالمجلة نخبة من المثقفين السودانيين إستطاعوا طرج قضايا المرأة في وقت كان به الحديث عن أنشطة المرأة أمر غير مألوف في المجتمع السوداني ورغم أن معظم كتاب المجلة كانوا من الرجال إلا أنها لعبت دوراً مهماً في تنشيط الأقلام النسائية وتشجيعها على الكتابة في الصحف
تزوجت عام 1960 وإنتقلت للمكلكة العربية السعودية ومازالت تعيش فيها برفقة أسرتها بعيداً عن العمل العام.